# کمبا
کُمبا (=نبرد) (به فرانسوی: Combat) یک روزنامهٔ فرانسوی در طول جنگ جهانی دوم بود که در ابتدا توسط ارگان «اطلاعات و اندیشه» نهضت مقاومت فرانسه به‌صورت زیرزمینی پخش گردید و توسط آلبر الیویه، ژان بلوش-میشل (۱۹۱۲–۱۹۸۷)، ژرژ آلتشولر (fr) هدایت می‌گردید. بیش از همه آلبر کامو، ژان-پل سارتر، آندره مالرو، امانوئل مونیه و سپس ریمون آرون و پیر هربرت کمک و مشارکت کرده و با آن نشریه همکاری داشته‌اند. پاسکال پیا که اواخر دههٔ ۱۹۳۰میلادی نشریهٔ الجزیرهٔ جمهوری‌خواه (به فرانسوی: Alger républicain) را به راه انداخته بود و از کامو برای نوشتن در آن دعوت کرده بود در سال ۱۹۴۳میلادی از نو از او خواست تا با نشریهٔ تازه همکاری کند. از ۲۱ اوت ۱۹۴۴ میلادی تاریخ پخش اولین شماره به صورت آزاد تا ۳ ژوئن ۱۹۴۷ میلادی پیا مدیر نشر مجله و کامو سردبیر آن بودند.

## روزنامه‌نگاران کمبه
- رمون آرون
- رولان بارت
- آلبر کامو
- دومینیک ژامه
- ژان لاکوتور
- آندره مالرو
- امانوئل مونیه
- ژاک-آرنو پنان
- ژان-پل سارتر